# Гопкінс (округ, Кентуккі)
Шаблон:StateAbbr_ 37°19′ пн. ш. 87°32′ зх. д. / 37.31° пн. ш. 87.54° зх. д.
Округ  Гопкінс (англ. Hopkins County) — округ (графство) у штаті  Кентуккі, США. Ідентифікатор округу 21107.

## Історія
Округ утворений 1806 року.

## Демографія
За даними перепису 
2000 року 
загальне населення округу становило 46519 осіб, зокрема міського населення було 25229, а сільського — 21290.
Серед мешканців округу чоловіків було 22166, а жінок — 24353. В окрузі було 18820 домогосподарств, 13400 родин, які мешкали в 20668 будинках.
Середній розмір родини становив 2,91.
Віковий розподіл населення поданий у таблиці:
| Стать    | До 15 років | 15-21 | 22-29 | 30-39 | 40-49 | 50-65 | 65-85 | Понад 85 |
| -------- | ----------- | ----- | ----- | ----- | ----- | ----- | ----- | -------- |
| Чоловіки | 4711        | 2138  | 2203  | 3201  | 3498  | 3785  | 2415  | 215      |
| Жінки    | 4600        | 2031  | 2257  | 3332  | 3815  | 4090  | 3553  | 675      |

## Суміжні округи
- Маклейн — північний схід
- Муленберґ — південний схід
- Крістіан — південь
- Колдвелл — південний захід
- Вебстер — північний захід

## Виноски
1. ↑  U.S. Decennial Census. United States Census Bureau. Архів оригіналу за 26 квітня 2015. Процитовано 16 серпня 2014.
2. ↑  Historical Census Browser. University of Virginia Library. Архів оригіналу за 11 серпня 2012. Процитовано 16 серпня 2014.
3. ↑  Population of Counties by Decennial Census: 1900 to 1990. United States Census Bureau. Архів оригіналу за 13 жовтня 2014. Процитовано 16 серпня 2014.
4. ↑  Census 2000 PHC-T-4. Ranking Tables for Counties: 1990 and 2000 (PDF). United States Census Bureau. Архів оригіналу (PDF) за 18 грудня 2014. Процитовано 16 серпня 2014.
5. ↑  State & County QuickFacts. United States Census Bureau. Архів оригіналу за 7 червня 2011. Процитовано 8 березня 2014.(англ.) Наведено за англійською вікіпедією.
6. ↑  American FactFinder. Бюро перепису населення США. Архів оригіналу за 21 травня 2008. Процитовано 31 січня 2008.

| США | Це незавершена стаття з географії США. Ви можете допомогти проєкту, виправивши або дописавши її. |